# Gainsborough Trinity
Gainsborough Trinity (offiziell: Gainsborough Trinity Football Club) – auch bekannt als The Recreationists – ist ein englischer Fußballverein aus Gainsborough, East Midlands, der seit 2004 in der Conference North, der sechsthöchsten Spielklasse in England, spielt. Die Spielstätte des Vereins ist das 4.304 Plätze fassende The Northolme.

## Vereinsgeschichte
Der Verein wurde im Jahr 1873 in Gainsborough, Lincolnshire als Trinity Recreationalists gegründet. Der Verein spielte von 1889 bis 1896 in der Midland League und wurde danach in die Football League Second Division, der damals zweithöchsten Spielklasse im englischen Fußball aufgenommen. Der Verein spielte von 1896 bis 1912 durchgehend in Profiligen, seitdem spielt Gainsborough in der Ebene des Non-League football. Der Verein gewann in den Jahren 1928, 1949 und 1967 die Meisterschaft der Midland League. Als einer der Gründungsmitglieder der Northern Premier League, der damals fünfthöchsten englischen Spielklasse, spielte der Verein durchgehend bis 2004 in derselben Liga. Gainsborough konnte keine dort nennenswerten Erfolge aufweisen und schied in den Pokalwettbewerben jeweils früh aus.

## Ligazugehörigkeit
- 1888–1889: The Combination
- 1889–1896: Midland League
- 1896–1912: Football League Second Division
- 1912–1969: Midland League
- 1969–2004: Northern Premier League
- 2004–2018: Conference North
- seit 2018: Northern Premier League

## Erfolge
- Midland League-Gewinner: 1890/91, 1927/28, 1948/49, 1966/67

## Bekannte Spieler
- Trevor Benjamin
- Cyril Bunclark
- Herman Conway
- Mark Greaves
- Clint Marcelle
- Johnny Madden
- Andy Saville
- Fred Spiksley